# Revenge (2017)
Revenge är en fransk-belgisk rape and revenge-film från 2017, regisserad av Coralie Fargeat.
Filmen handlar om Jen, älskarinna till Richard som hon följer med på en resa tillsammans med hans vänner. En natt så våldtar en av Richards vänner Jen. När hon berättar för Richard vad som hänt så verkar han först inte bry sig. Hon hotar då med att berätta allt för Richards hustru, vilket gör honom ilsken. Han attackerar Jen, och tillsammans med sina vänner lämnar han henne för att dö i öknen. Hon överlever, och tar ut sin hämnd.
Filmkritikern Sofia Olsson såg det som en påhittig film som vänder upp-och-ner på filmgenrens konventioner. Sebastian Lindvall såg den istället som ”så ödesbestämd att den blir något tjatig”.

## Rollista (i urval)
- Matilda Lutz – Jen
- Kevin Janssens – Richard